# Manrique Ferrer
(Villahermosa, Tabasco; 18 de enero de 1987) Manrique Ferrer, es un actor y conductor mexicano que ha participado en cine, televisión y teatro.[cita requerida]

## Biografía
Originario de Villahermosa, Tabasco. A la edad de 6 años comienza dentro del medio artístico siendo la voz infantil de la estación Radio Villa y como conductor en diferentes programas de televisión.  
Participó en diferente series, telenovelas y programas televisivos como: Desmadruga2 (2009), Capadocia (2007, 3.ª temporada), Infames (2012), Amor cautivo (2012), La Rosa de Guadalupe (diferentes episodios), El albergue (2012), Como dice el dicho (2015). 
Ha participado en diversos cortometrajes, obras de teatro y conducción de eventos.
Interpretando al personaje de el cibernético en la telenovela Diseñando tu amor, Producida por Pedro Ortiz de Pinedo, en la película El llanto de Alcatraz dirigida por Marco Urueta, Aislados de Zaizar Habacuc y el cortometraje La leyenda del diablo dentro del Festival de cine de terror en México

## Filmografía
| Año       | Título                   | Personaje   |
| --------- | ------------------------ | ----------- |
| 1995      | El mundo de los sueños   | Conductor   |
| 1999      | El niño que vino del mar | Roberto     |
| 1999      | Factor 15                | Conductor   |
| 2007      | Desmadruga2              | Conductor   |
| 2012      | Estrella2                | Conductor   |
| 2012      | El albergue              | Rufino      |
| 2012      | Infames                  | Dealer      |
| 2012      | Amor Cautivo             | Beto        |
| 2015      | Como dice el dicho       | Actor       |
| 2016      | Doble sentido            | Actor       |
| 2015-2021 | La rosa de Guadalupe     | Actor       |
| 2018      | La leyenda del Diablo    | Diablo      |
| 2020      | Aislados                 | Capitan     |
| 2020      | El Escritor              | Elma        |
| 2021      | Diseñando tu amor        | Cibernetico |
| 2022      | Mi Fortuna Es Amarte     | Barman      |